# Ixora collina
Ixora collina là một loài thực vật có hoa trong họ Thiến thảo. Loài này được (Montrouz.) Beauvis. mô tả khoa học đầu tiên năm 1901.